# El animal moral
El Animal Moral: ¿Porque Somos Como Somos? : La Nueva Ciencia de la Psicología Evolucionaria es un libro de no ficción editado en el año 1994 y escrito por el periodista y divulgador científico norteamericano Robert Wright. Escogido por el New York Times como uno de los mejores libros publicados en ese año, el libro pasó a ser un superventas y ha sido publicado en doce idiomas.

## Sinopsis
El libro explora muchas facetas de nuestro diario vivir a través de la perspectiva evolucionaria. Wright intenta transmitir en su libro las explicaciones darwinianas al comportamiento de los seres humanos, su psicología, sus dinámicas sociales y estructurales y también las relaciones con el amor, la amistad y la familia.
El libro toma extensamente las publicaciones oficiales de Charles Darwin, incluyendo El Origen de las Especies, pero también sus menos conocidas crónicas y escritos personales, ilustrando los principios del comportamiento con ejemplos biográficos de la vida del propio Darwin.